# كاتلين رومان
كاتلين رومان هي لاعبة كرلنغ كندية، ولدت في 1992.